# Факел (Гомельская область)
Факел (бел. Факел; до 1968 года — Красный Стяг) — деревня в Рогинском сельсовете Буда-Кошелёвского района Гомельской области Белоруссии.
На западе граничит с лесом.

## География

### Расположение
В 21 км на север от районного центра и железнодорожной станции Буда-Кошелёвская (на линии Жлобин — Гомель), 49 км от Гомеля.

## Транспортная сеть
Транспортные связи по просёлочной дороге, затем по шоссе Довск — Гомель. Планировка состоит из прямолинейной улицы, ориентированной с юго-востока на северо-запад, к которой на юге и севере присоединяются под прямым углом две короткие прямолинейные улицы. На западе — обособленная короткая улица. Застройка двусторонняя, деревянными домами усадебного типа.

## История
Основана в начале 1920-х годов на бывших помещичьих землях переселенцами с соседних деревень. В 1925 году в Рогинском сельсовете Буда-Кошелёвского района Бобруйского округа. В 1930 году жители деревни вступили в колхоз. Во время Великой Отечественной войны в апреле 1942 года оккупанты сожгли деревню и убили 16 жителей, 37 жителей деревни погибли на фронте. В 1959 году в составе колхоза «Рогинь» (центр — деревня Рогинь).

## Население

### Численность
- 2018 год — 16 человек[источник не указан 516 дней].

### Динамика
- 1925 год — 9 дворов.
- 1940 год — 63 двора, 245 человек.
- 1959 год — 99 человек (согласно переписи).
- 2004 год — 40 хозяйств, 61 человек.